# Musík (potok)
Musík je pravostranný přítok řeky Vltavy v okrese Příbram ve Středočeském kraji. Délka toku činí 13,7 km. Plocha povodí měří 37,6 km².

## Průběh toku
Potok pramení jihovýchodně od osady Oříkov, která se nachází nedaleko Sedlčan, v nadmořské výšce 435 m. Po celé své délce toku teče převážně severním směrem. Napájí rybníky Vrbsko a Musík, který je největším rybníkem na Sedlčansku. Pod tímto rybníkem protéká potok obcí Nalžovice. Na dolním toku vtéká do hlubšího lesnatého údolí. Zhruba 2 km od ústí vzdouvá jeho vody Slapská přehrada.

### Větší přítoky
- levé – Křepenický potok

## Vodní režim
Průměrný průtok u ústí činí 0,06 m³/s.